# Laurean Rugambwa
Laurean Rugambwa (12 de julho de 1912 – 8 de dezembro de 1997) foi arcebispo de Dar-es-Salaam, na Tanzânia e o primeiro cardeal negro da Igreja Católica Apostólica Romana.

## Biografia
Nascido na atual Tanzânia, Rugambwa foi ordenado padre em 12 de dezembro de 1943, por Dom Burkhard Huwiler.  
Em 13 de dezembro de 1951, Rugambwa foi apontado Bispo Titular de Febiana e primeiro Vigário Apostólico para a região de Kagera. Foi consagrado em 10 de fevereiro de 1952, através do Arcebispo David Mathew, com Bispo Joseph Kiwanuka e Bispo Joseph Blomjous. Com a elevação do Vicariato Apostólico a diocese, em 25 de março de 1953, Rugambwa foi nomeado Bispo de Rutabo, pelo Papa Pio XII.
Aos 47 anos, Rugambwa foi apontado Cardeal-presbítero de San Francesco a Ripa e elevado à cardeal pelo Papa João XXIII. Em 21 de junho de 1960, sua diocese foi renomeada como Bukoba (ou Bukongo). Participou como padre conciliar do Concílio Vaticano II e também do conclave de 1963, o primeiro de 1978 e o o segundo de 1978.
Foi instalado como Arcebispo de Dar-es-Salaam, em 19 de dezembro de 1968, ao qual resignou em 22 de julho de 1992.
O Cardeal Rugambwa faleceu em 1997, em Dar-es-Salaam, aos 85 anos. Seu corpo foi translado em 2012 para a Catedral de Bukoba.

## Referencias
- Rugambwa, Laurean 1912–1997 ENCYCLOPEDIA. (em inglês)
- 1960: Vaticano nomeia primeiro cardeal negro DW.